# Пінарії
Піна́рії (лат. Pinarii) — один з найдавніших родів у стародавньому Римі, який підтримував культ Геркулеса. Цей рід ведеться ще з доримських часів, вони брали активну політичну участь аж до періоду ранньої імперії.

## Історія роду
В давньоримській міфології предок Пінаріїв був одним з аркадців, які зустріли Геракла на Палантинському пагорбі після його перемоги над Каком. Після того як Евандр впізнав Геркулеса, на честь останнього була затверджена традиція жертвоприношень і влаштований Великий Вівтар Непереможного Геркулеса. Жерцями Великого Вівтаря стали два найповажніших роди — Пінаріїв і Потіціїв.
Тоді-то вперше і принесли жертву Геркулесу, взявши із стада добірну корову, а до служіння і бенкету закликали Потіціїв і Пінаріїв, самі знатні в тих місцях сім'ї. Сталося так, що Потіції були на місці вчасно і нутрощі були запропоновані їм, а Пінарії з'явилися до залишків бенкету, коли нутрощі були вже з'їдені. З тих пір повелося, щоб Пінарії, поки існував їх рід, не їли нутрощів жертви.— Тит Лівій. Історія від заснування міста, I, 7.

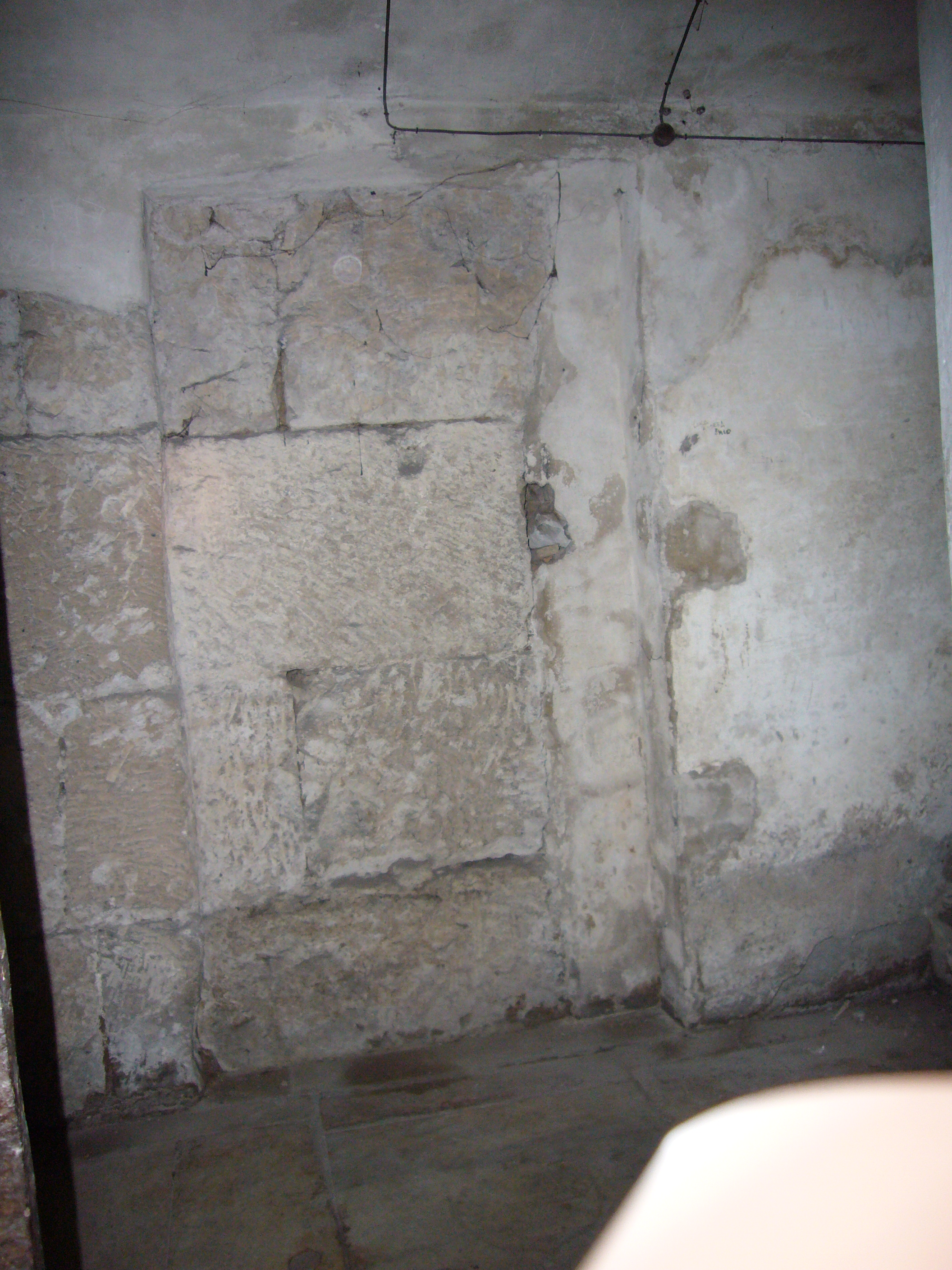
Залишки Великого Вівтаря Непереможного Геркулеса в церкві Санта Марія ін Космедін у Римі.

Така історія свідчить про давнє, швидше за все, доримське походження роду Пінаріїв. Можна зробити припущення, що цей рід походив з давнього міста Тібура, де, як відомо, культ Грекулеса був дуже розвинутий (саме з цього міста цей культ прийшов до Риму). Інша версія — походження від грецьких колоністів.
Роди Пінаріїв, Потіціїв і Фабіїв були пов'язані спільним сімейним культом Геркулеса, тому деякі дослідники припускають сімейні зв'язки між цими родами.

## Назва роду
Легенда, яка розповідає про походження культа Геркулеса прослідковує назву роду Пінаріїв від грец. απο τοΰ πείνας — «голодувати, бути голодним», яка походить від звичаю, при якому під час принесення жертви Геркулесу Пінарії не їли нутрощів, на відміну від Потіціїв.
Інша версія пов'язує походження Пінаріїв з Піном, сином Нума Помпілія. Проте ця версія ще в античні часи здавалася сумнівною і повязувалась з бажання Пінаріїв прослідкувати свій рід до царів.